# Frătăuții Noi
Frătăuții Noi is een Roemeense gemeente in het district Suceava.
Frătăuții Noi telt 5731 inwoners.